# Lipotriches fimbriata
Lipotriches fimbriata är en biart som först beskrevs av Joseph Vachal 1897.  Lipotriches fimbriata ingår i släktet Lipotriches och familjen vägbin. Inga underarter finns listade i Catalogue of Life.